# 多牙紫魚
多牙紫魚，又稱黃吻姬鯛，為輻鰭魚綱鱸形目鱸亞目笛鯛科的其中一種，分布於印度太平洋區，從紅海、東非至薩摩亞群島，北起日本南部，南迄澳洲海域，棲息深度40-245公尺，本魚眼間隔平坦，下頜稍突出，胸鰭長，肛門達到的水平，側面的鼻子和臉頰鑲上了藍色與金色的條紋，頭的頂部與一系列的V字形的黃色帶，背鰭硬棘10枚，背鰭軟條11枚，臀鰭硬棘3枚;臀鰭軟條8枚，體長可達90公分，生活在岩石底質海域，屬肉食性，以魚類、甲殼類、頭足類、腹足類等為食，可作為食用魚。